# Xi (Zhou-König)
König Xi von Zhou (chinesisch 周僖王, Pinyin Zhōu Xī Wáng; gestorben 677 v. Chr.), persönlicher Name Jī Húqí, war der 16. König der chinesischen Zhou-Dynastie und der vierte der östlichen Zhou.
Er war ein Nachfolger seines Vaters König Zhuang von Zhou und wurde von seinem Sohn, König Hui von Zhou abgelöst.
Zu seiner Zeit hatte sich China in eine Vielzahl von Staaten aufgelöst, die nur nominell dem König unterworfen waren. Der König war nicht einmal mehr die mächtigste Figur in China – das war nun der Herzog Huán des Staates Qi.